# Kleins Falterfisch
Kleins Falterfisch (Chaetodon kleinii) ist ein nur 12 bis 15 Zentimeter lang werdender Vertreter der in tropischen Korallenriffen lebenden Falterfische (Chaetodontidae).

## Verbreitung
Er lebt im Roten Meer, Indopazifik von der Küste Ostafrikas und Südafrikas bis nach Hawaii, Samoa, Südjapan, Neu-Kaledonien, New South Wales und östlich bis zu den Galapagos-Inseln. Besonders bei Neuguinea und der Ostküste Australien bis Sydney ist er sehr häufig.

## Lebensweise
Kleins Falterfisch lebt einzeln, paarweise, meist aber kleinen Schwärmen, junge Fische in Innenriffen, ältere an Außenriffen immer in der Nähe von Korallen. Sie ernähren sich zum großen Teil von Zooplankton. Japanische Wissenschaftler fanden bei Magenuntersuchungen aber auch einen Anteil von 31 % Weichkorallen, 17 % Seeanemonen und 3 % Steinkorallenpolypen.

## Aquarienhaltung
Kleins Falterfisch ist für die Haltung im Meerwasseraquarium weitaus besser geeignet als seine Verwandten, die zum großen Teil Nahrungsspezialisten sind. Er gilt als Fressfeind der ungeliebten Glasrosen und der lästigen Feueranemonen, kann aber wie jeder Falterfisch auch andere Seeanemonen, Weich- und Steinkorallen, Röhrenwürmer und Riesenmuscheln fressen. Die einzelnen Nahrungsvorlieben sind von Individuum zu Individuum verschieden. Er sollte immer als Paar gepflegt werden und hat auch schon in privaten Aquarien abgelaicht. Beim Laichvorgang schwimmen die Fische abends, nach ausgeschalteter Beleuchtung und mehreren vorhergehenden Versuchen, schräg, in einem Winkel von 45°, langsam zur Wasseroberfläche, stoppen 10 Zentimeter darunter, um plötzlich Eier und Spermien abzugeben und schnell in Richtung Bodengrund zu verschwinden.